# 刑法與犯罪學期刊
刑法與犯罪學期刊（The Journal of Criminal Law & Criminology (JCLC)）是由西北大學普利茲克法學院出版的同行評審、學生經營的學術期刊。學生編輯者選擇與編輯教授、學者、法官、從業者以及學生提交的文章。刑法與犯罪學期刊每年出版四期，並舉辦一年一度的專題討論會，重點關注特定的刑法主題。

## 歷史
刑法與犯罪學期刊於1910年由院長約翰·亨利·威格摩爾(John Henry Wigmore) 創辦，當時名為"美國刑法和犯罪學研究所期刊"(Journal of the American Institute of Criminal Law and Criminology)。1931年至1951年更名為"刑法與犯罪學期刊"(Journal of Criminal Law and Criminology)；1951年至1972年更名為"刑法、犯罪學與警察科學期刊"(The Journal of Criminal Law, Criminology, and Police Science.)。接著"刑法、犯罪學與警察科學期刊"在1973年輯改為現在的名稱。
JCLC擁有獨特的跨學科方法，並且今天仍然是世界上唯一將刑法和犯罪學結合起來的期刊。這有助於刑法與犯罪學期刊的成功和影響範圍：JCLC是世界上閱讀最廣泛和最常被引用的出版物之一。今天，它是美國任何法學院出版的訂閱人數第二多的期刊。

## 著名校友
史蒂文·德里津(Steven Drizin)，西北大學普利茲克法學院的律師與法學教授，刑法與犯罪學期刊的主編(1967-68)。

## 參閱
- 競爭法與經濟學期刊（英语：Journal of Competition Law & Economics）
- 歐洲法律與經濟學雜誌（英语：European Journal of Law and Economics）
- 美國全國學者學會（英语：National Association of Scholars）(美國全國學者聯合會)

## 外部
- 官方网站

template:Northwestern University